# 3209 Buchwald
3209 Buchwald је астероид главног астероидног појаса са средњом удаљеношћу од Сунца која износи 2,192 астрономских јединица (АЈ).
Апсолутна магнитуда астероида је 13,6.